# Estación Sabaneta (Metro de Maracaibo)
La Estación Sabaneta es la estación número 4 del sistema Metro de Maracaibo. Fue inaugurada formalmente en mayo de 2008. Se encuentra en la Avenida Sabaneta, en el sureste de la Ciudad de Maracaibo, del estado Zulia y al oeste de Venezuela.
Es una estación de tipo superficial, presentando en su estructura, un andén o isla que permite recibir trenes en dos sentidos. Los trenes que se dirigen a la estación van en sentido a la Estación Libertador o a la Estación Altos de la Vanega. 
Es la última estación superficial del sistema con dos pisos de altura, siendo el primero de embarque y desembarque de los trenes, y el segundo para el acceso, la venta de tarjetas electromagnéticas y para la movilización de pasajeros.
Es la 4.º estación con más afluencia de pasajeros luego de las estaciones: Libertador, Altos de la Vanega y El Varillal.
De esta estación parte la ruta «Maracaibo-La Cañada de Urdaneta» del sistema Bus Urdaneta. 